# Vicugna
Cet article possède un paronyme, voir Vicuña.
Genre
Espèces de rang inférieur
- Vicugna vicugna
- Vicugna pacos

Vicugna est un genre de la famille des Camélidés sud-américains. Il comprend, selon les auteurs, une ou deux espèces de mammifères de la cordillère des Andes.

## Classification
Ce genre a été décrit pour la première fois en 1842 par le naturaliste français René Primevère Lesson (1794-1849).
Traditionnellement classé dans le genre Lama, l'alpaga est considéré par plusieurs auteurs comme appartenant au genre Vicugna, notamment après une étude de Wheeler en 2001 qui a révélé que l'alpaga descendait de la vigogne et non du guanaco. Toutefois, ces deux animaux pourraient aussi bien être conspécifiques.

## Liste d'espèces
Selon ITIS (12 février 2014) :
- Vicugna pacos (Linnaeus, 1758) - Alpaga
- Vicugna vicugna (Molina, 1782) - Vigogne

Selon Mammal Species of the World (version 3, 2005)  (12 février 2014) :
- Vicugna vicugna

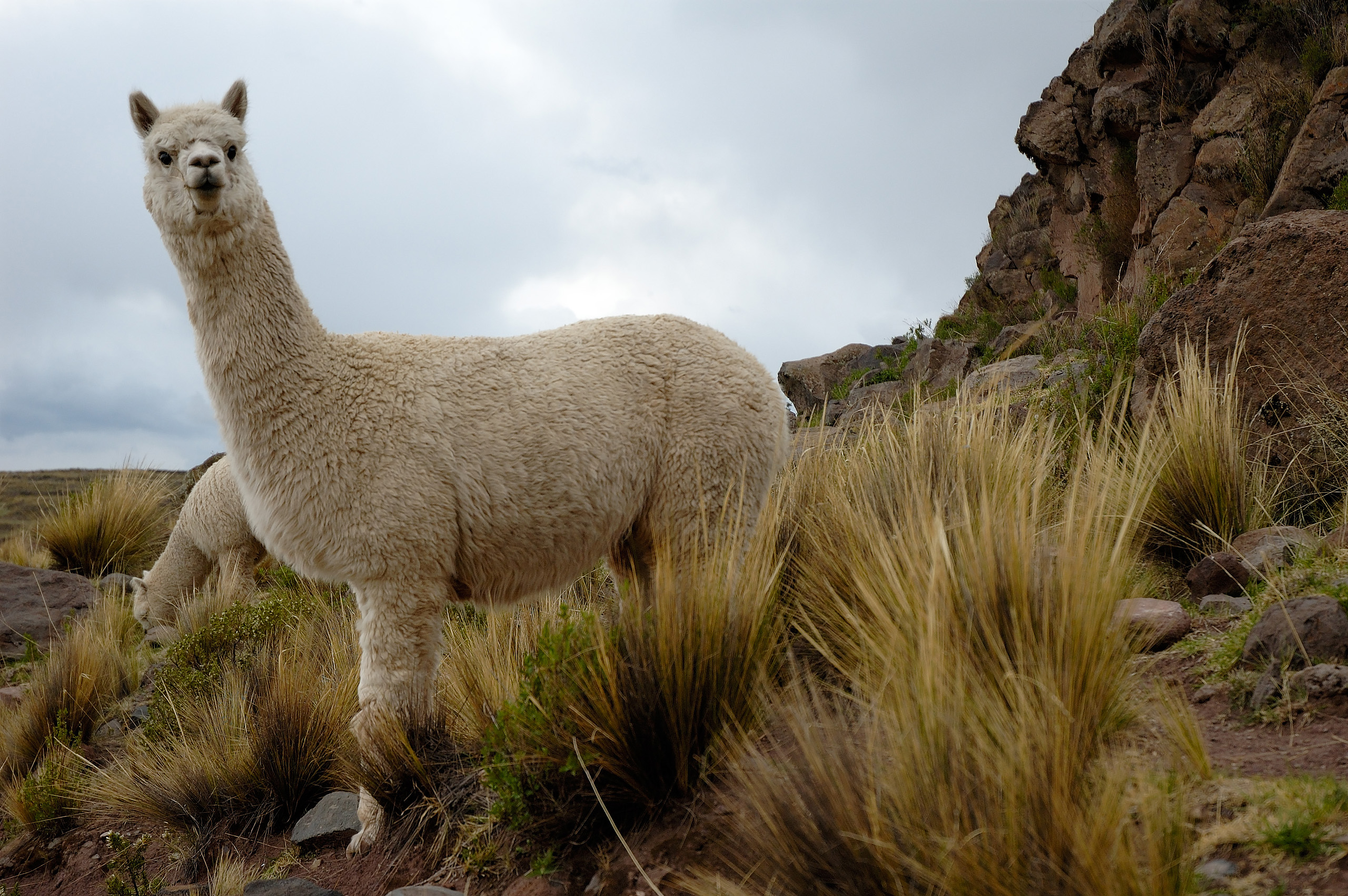
Deux alpagas sur un site funéraire inca au Pérou.
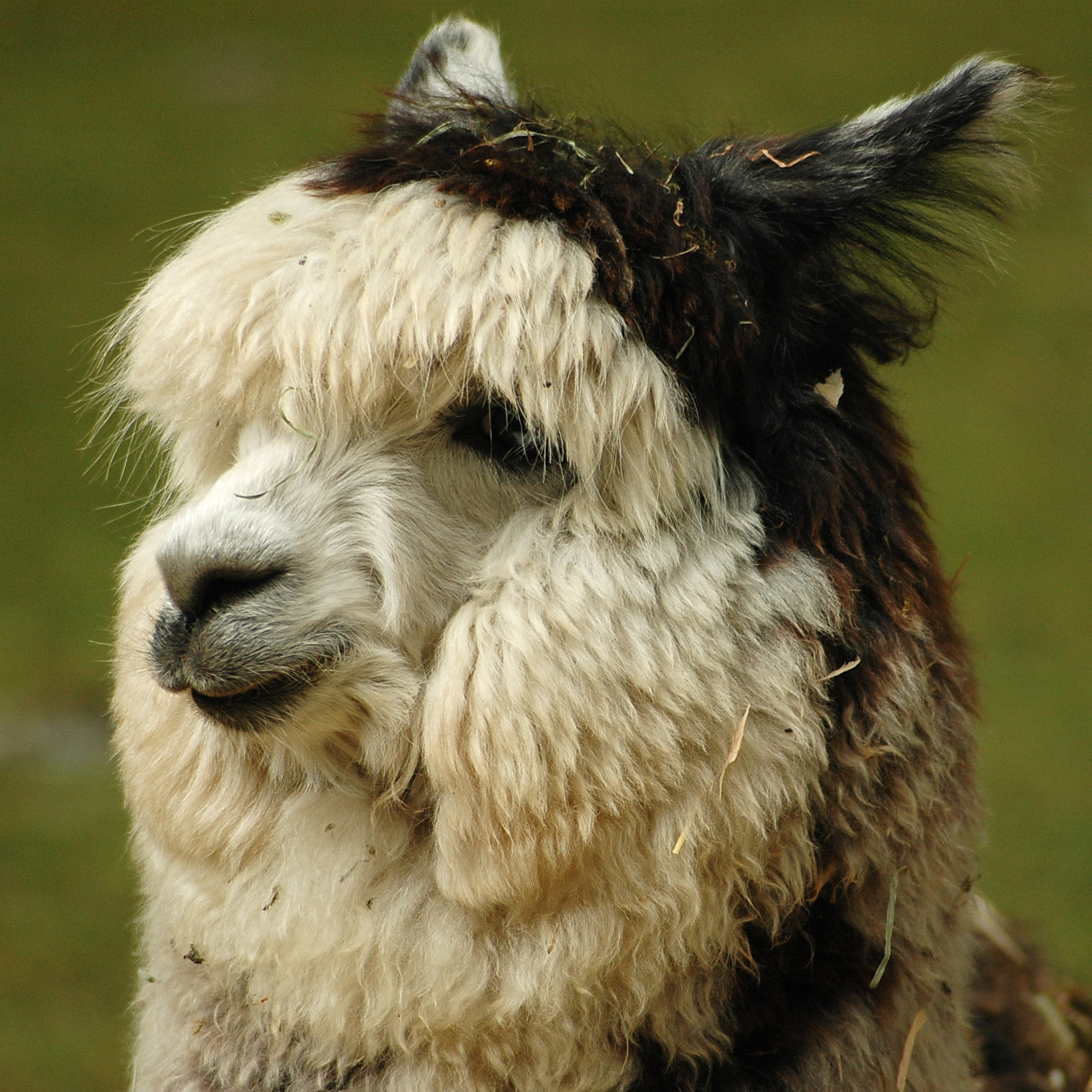
Alpaga.
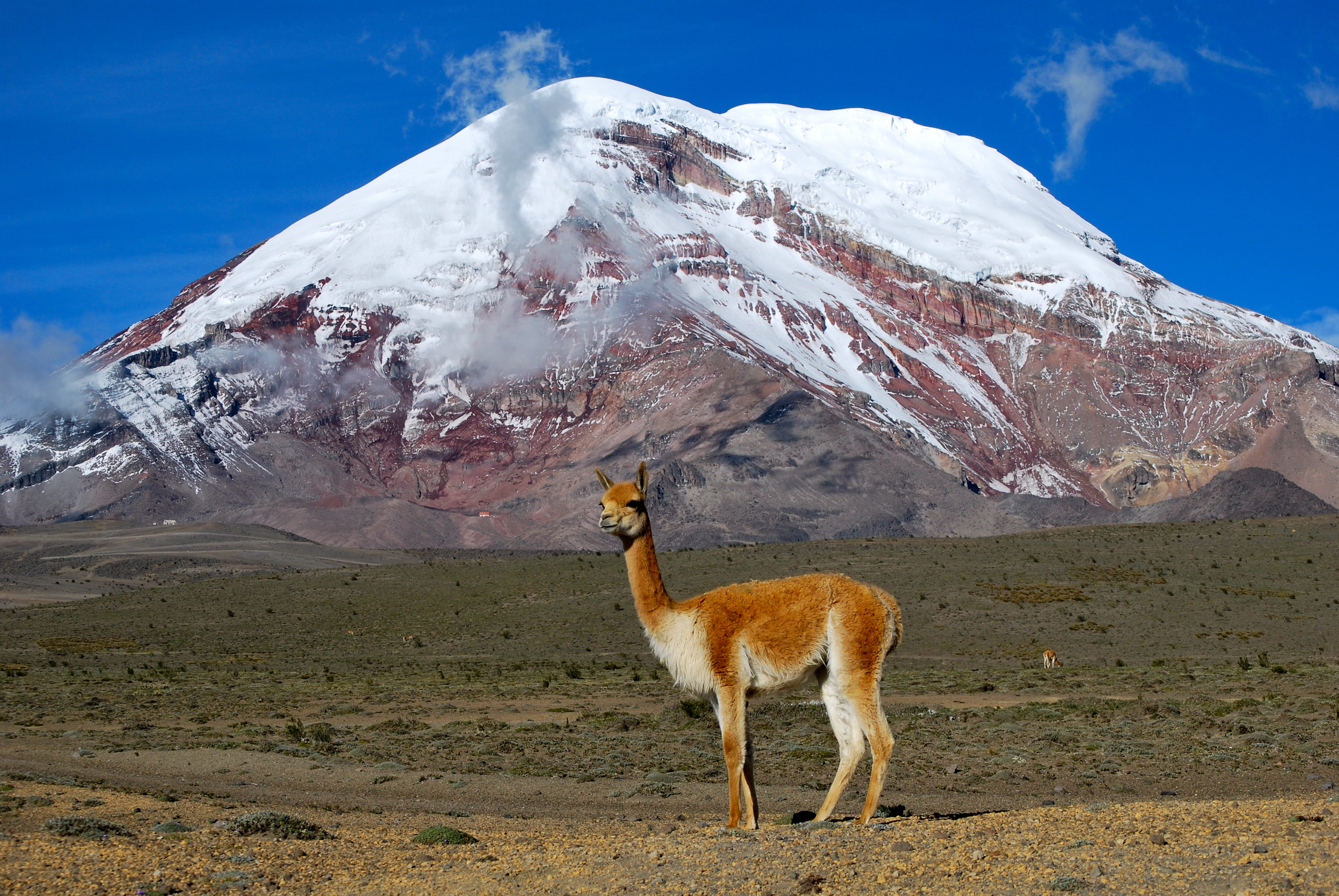
Vigogne devant le volcan Chimborazo, en Équateur.